# جمی کینگ
جمی کینگ (انگلیسی: Jamie King؛ زادهٔ ۱۹۷۲) یک نویسنده اهل ایالات متحده آمریکا و بازیگر آمریکایی است.